# جیتندرا ناث موهانتی

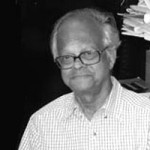
جیتندرا ناث موهانتی - ۲۰۲۳

جیتندرا ناث موهانتی (به انگلیسی: Jitendra Nath Mohanty) (زاده در کاتک) استاد بازنشستهٔ دانشگاه تمپل است. وی دکتری خود را در رشتهٔ فلسفه از دانشگاه گوتینگن در سال ۱۹۵۴ دریافت کرد. وی در زمینهٔ فلسفه غربی (به خصوص ایدئالیسم آلمانی) و فلسفهٔ شرقی (به‌طور خاص فلسفهٔ هندی) تخصص دارد. کتاب‌های تألیفی وی در زمینهٔ فلسفهٔ پدیده‌شناسی ادموند هوسرل است.

## کتاب‌ها
- درس‌هایی دربارهٔ سنجش خرد ناب کانت (ویرایش تارا چاترجئا، ساندیا باسو و آمیتا چاترجی) انتشارات مونشیرام مانوهارلال، دهلی نو، ۲۰۱۴.
- رسالاتی دربارهٔ آگاهی و تفسیر (ویرایش و مقدمه توسط تارا چاترجئا)، انتشارات دانشگاه آکسفورد، ۲۰۰۹
- فلسفهٔ ادموند هوسرل: بسط تاریخی (مطالعات ییل دربارهٔ هرمنوتیک)، انتشارات دانشگاه ییل
- بین دو جهان: شرق و غرب، حدیث نفس، انتشارات دانشگاه آکسفورد، ۲۰۰۲
- فلسفهٔ کلاسیک هندی، انتشارات دانشگاه آکسفورد، ۲۰۰۲
- گشتی در فلسفهٔ غربی: رسالاتی نوشتهٔ ج.ن. موهانتی، جلد یک و دو (ویرایش بینا گوپتا)، انتشارات دانشگاه آکسفورد، ۲۰۰۱
- خود و دیگری‌اش، انتشارات دانشگاه آکسفورد، ۲۰۰۰
- منطق، حقیقت و جهت‌مندی‌ها، انتشارات دانشگاهی کلوور، ۱۹۹۹
- هوسرل و فرگه (مطالعاتی دربارهٔ پدیده‌شناسی و فلسفهٔ اگزیستانسیالیستی)، انتشارات دانشگاه ایندیانا، ۱۹۸۲
- نظریهٔ معنای ادموند هوسرل، اشپرینگر، ۱۹۷۶
- مفهوم قصدیت، وارن ه. گرین، ۱۹۷۱